# ザ・ビートルズ・セカンド・アルバム
『ザ・ビートルズ・セカンド・アルバム』（The Beatles' Second Album）は、1964年4月にアメリカ合衆国で発売されたビートルズの3作目のアルバムである。

## 解説
『ザ・ビートルズ・セカンド・アルバム』は『ミート・ザ・ビートルズ』に続く、米キャピトル・レコードの編集アルバムである。本作からキャピトルは1アルバムにつき11曲収録することに統一している。『ミート・ザ・ビートルズ』から3か月も経たない期間で発売された。
本作には、『ウィズ・ザ・ビートルズ』収録曲中、『ミート・ザ・ビートルズ』に未収録となったカバー5曲に加え、スワン・レコードがリリース権を持っていた「シー・ラヴズ・ユー」、「アイル・ゲット・ユー」、 ヴィージェイ・レコードがリリース権を持っていた「サンキュー・ガール」、当時英国では未発表となっていた「ロング・トール・サリー」「アイ・コール・ユア・ネーム」が収録されている。なお、いずれの収録曲もアメリカ市場向けに、エコーとリバーブがかけられている。
『ビルボード』誌アルバム･チャートでは『ミート・ザ・ビートルズ』に代わって5週連続第1位を獲得したし、最終的に55週にわたってチャートインした。『キャッシュボックス』誌では4週連続第1位を獲得。アメリカだけで205万枚以上のセールスを記録している。
ビートルズのイギリス盤公式オリジナル・アルバムがCD化された時に、アメリカ編集盤のアルバムは『マジカル・ミステリー・ツアー』を除き廃盤になったが、2004年に発売されたボックス・セット『The Capitol Albums Vol.1』で、モノラルとステレオ両方のヴァージョンが初CD化された。

## 収録曲
特記がない限り、『ウィズ・ザ・ビートルズ』収録曲。また、作詞作曲について特記がないものは、レノン＝マッカートニーによるもの。
| #         | タイトル                                                                      | 作詞・作曲                                                 | リード・ボーカル                      | 時間  |
| --------- | ----------------------------------------------------------------------------- | ---------------------------------------------------------- | ------------------------------------- | ----- |
| 1.        | 「ロール・オーバー・ベートーヴェン」(Roll Over Beethoven)                     | チャック・ベリー                                           | ジョージ・ハリスン                    | 2:44  |
| 2.        | 「サンキュー・ガール」(Thank You Girl)                                        |                                                            | ジョン・レノン ポール・マッカートニー | 2:01  |
| 3.        | 「ユー・リアリー・ゴッタ・ホールド・オン・ミー」(You Really Got A Hold On Me) | スモーキー・ロビンソン                                     | ジョン・レノン ジョージ・ハリスン     | 2:58  |
| 4.        | 「デヴィル・イン・ハー・ハート」(Devil in Her Heart)                          | リチャード・ドラプキン                                     | ジョージ・ハリスン                    | 2:28  |
| 5.        | 「マネー」(Money (That's What I Want))                                        | ジェイニー・ブラッドフォード （ 英語版 ） ベリー・ゴーディ | ジョン・レノン                        | 2:47  |
| 6.        | 「ユー・キャント・ドゥ・ザット」(You Can't Do That)                           |                                                            | ジョン・レノン                        | 2:39  |
| 合計時間: | 合計時間:                                                                     | 合計時間:                                                  | 合計時間:                             | 15:37 |

| #         | タイトル                                                  | 作詞・作曲 | リード・ボーカル                      | 時間  |
| --------- | --------------------------------------------------------- | --- | ------------------------------------- | ----- |
| 1.        | 「ロング・トール・サリー」(Long Tall Sally)               | エノトリス・ジョンソン ロバート・ブラックウェル リチャード・ペニーマン                                                                                     | ポール・マッカートニー                | 2:00  |
| 2.        | 「アイ・コール・ユア・ネーム」(I Call Your Name)          | | ジョン・レノン                        | 2:09  |
| 3.        | 「プリーズ・ミスター・ポストマン」(Please Mister Postman) | ジョージア・ドビンズ （ 英語版 ） ウィリアム・ガレット フレディ・ゴーマン （ 英語版 ） ブライアン・ホランド （ 英語版 ） ロバート・ベイトマン （ 英語版 ） | ジョン・レノン                        | 2:35  |
| 4.        | 「アイル・ゲット・ユー」(I'll Get You)                    | | ジョン・レノン ポール・マッカートニー | 2:05  |
| 5.        | 「シー・ラヴズ・ユー」(She Loves You)                     | | ジョン・レノン ポール・マッカートニー | 2:20  |
| 合計時間: | 合計時間:                                                 | 合計時間: | 合計時間:                             | 11:09 |

## クレジット
ビートルズ
- ジョン・レノン - リード・ボーカル、バッキング・ボーカル、リズムギター、アコースティック・ギター、リードギター（「ユー・キャント・ドゥ・ザット」）、ハーモニカ、ハンドクラップ
- ポール・マッカートニー - リード・ボーカル、バッキング・ボーカル、ベースギター、ハンドクラップ、カウベル
- ジョージ・ハリスン - リード・ボーカル、バッキング・ボーカル、リードギター、ハンドクラップ
- リンゴ・スター - ドラム、カウベル、マラカス、マラカス、ハンドクラップ

外部ミュージシャン・スタッフ
- ジョージ・マーティン - ピアノ（「ユー・リアリー・ゴッタ・ホールド・オン・ミー」「マネー」「ロング・トール・サリー」）

## チャート成績
| チャート (1964年)             | 最高位 |
| ----------------------------- | ------ |
| US Billboard Top LPs          | 1      |
| US Cash Box Top LPs           | 1      |
| US Record World Top LPs       | 1      |
| 西ドイツ (Offizielle Top 100) | 50     |

## 認定
| 国/地域                    | 認定        | 認定/売上数 |
| -------------------------- | ----------- | ----------- |
| カナダ (Music Canada)      | Platinum    | 100,000^    |
| アメリカ合衆国 (RIAA)      | 2× Platinum | 2,051,486   |
| ^ 認定のみに基づく出荷枚数 |             |             |